# جينا باس

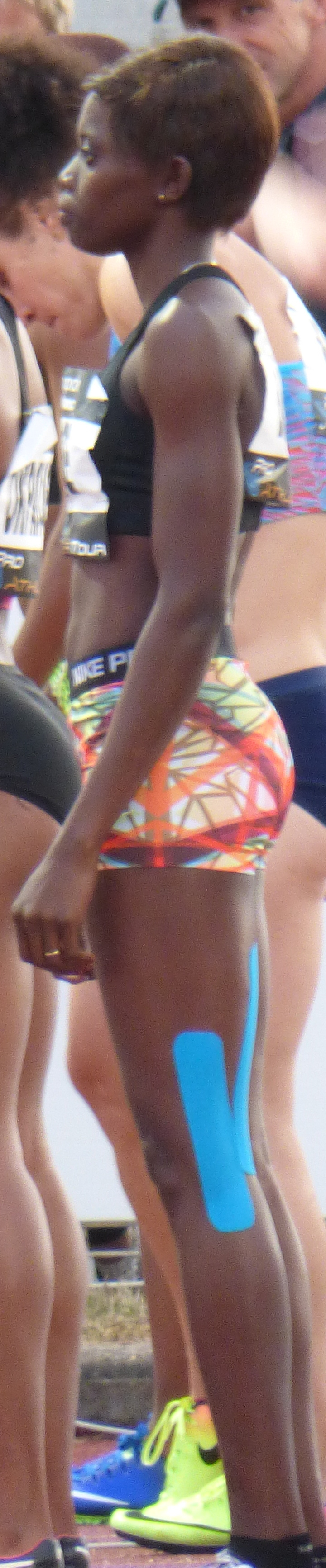

جينا كاتو باس (بالإنجليزية: Gina Bass) (مواليد 1986) هي مخرجة أفلام ومصورة وكاتبة من جنوب إفريقيا. كتبت قصص ستورت تحت اسم «كونستانس ميبرج»، تم إدراج إحداها في القائمة المختصرة لجائزة كاين لعام 2012.

## الحياة
في عام 2011، أسست باس «جيم من الأدغال»، وهي مجلة قصص خيالية. العدد 6 ظهرت به شخصية نوير في القصة البوليسية «هنتر إمانويل»، ويضم تحقيقا يخص قضية عاهرة وجدت مقطعة الأوصال. تم إدراج القصة في القائمة المختصرة لجائزة كين للكتابة الأفريقية في عام 2012.
تم تصوير أول فيلم روائي طويل لباس وهو «أحب من تحب» بميزانية صغيرة باستخدام كاميرات الهواتف المحمولة ونص مرتجل جزئيًا. يروي الفيلم قصة عاملة هاتف جنسي تتفاوض على علاقتها مع صديقها وتفكر في الانتقال إلى كوريا. فاز الفيلم بجائزة أفضل فيلم روائي جنوب أفريقي في مهرجان ديربان السينمائي الدولي لعام 2014 .
وكان فيلم خيال عالي (2017) فيلم إثارة ساخر عن مجموعة من المسافرين الشباب الذين يتبادلون أجسادهم بشكل غامض في رحلة تخييم. تم تصوير الفيلم مرة أخرى على أجهزة آيفون باستخدام الارتجال، واستكشف الفيلم «التشابك الفوضوي للعرق والطبقة والهوية الجنسية في جنوب إفريقيا الحديثة».
تم تصوير فيلم أرض مستوية (2019)، وهو عبارة عن «مزيج من الفن الهابط ويجنوب أفريقيا والغرب» بميزانية أكبر. تم اختياره ليكون الفيلم الافتتاحي في بانوراما - برلينالة لعام 2019.

## الجوائز والترشيحات
- ترشح لجائزة دب برلين الذهبي بمسابقة أفضل فيلم قصير عن فيلم «النفق» بمهرجان برلين السينمائي الدولي لعام 2010.
- جائزة الجمهور الشاب، وترشح لجائزة جولدن مونتجولفيير عن فيلم «أحب من تحب» بمهرجان نانت للقارات الثلاث لعام 2014.
- جائزة أفضل إخراج في فيلم روائي جنوب أفريقي عن فيلم «أحب من تحب» بمهرجان ديربان السينمائي الدولي لعام 2014.
- ترشح لجائزة فلاش فوروورد عن فيلم «أحب من تحب» بمهرجان بوسان السينمائي الدولي لعام 2014.
- جائزة أفضل فيلم روائي طويل عن فيلم «أحب من تحب» بمهرجان جوزي السينمائي لعام 2015.
- ترشح لجائزة «لأول مرة» الدولية عن فيلم «أحب من تحب» بمهرجان جوتنبرج السينمائي لعام 2015.
- جائزة «أفضل فيلم روائي طويل لمخرج» عن فيلم «أحب من تحب» من أكاديمية الأفلام الأفريقية.
- ترشح لجائزة الجمهور بمسابة المصممون الجدد من مهرجان معهد الفيلم الأمريكي لعام 2017.
- تشرح لجائزتي الدب الكريستالي واالدمية عن أفضل فيلم وأفضل فيلم روائي طويل عن فيلم «خيال عالي» بمهرجان برلين السينمائي الدولي لعام 2018.
- جائزة الشجاعة الفنية وترشح لجائزة أفضل فيلم بالمسابقة الدولية عن فيلم «خيال عالي» بمهرجان ديربان السينمائي الدولي لعام 2018.
- ترشح لجائزة أفضل فيلم عن فيلم «خيال عالي» بمهرجان إيست إند السينمائي لعام 2018.
- ترشح لجائزة «السينما الجديدة» عن فيلم «أرض مستوية» بمهرجان عبر المحيط الأطلسي لعام 2019.
- ترشح لجائزة «أفضل نص مقتبس» عن فيلم «رفيقي» بمهرجان جوائز كلورتوديس لعام 2019.